# Henrik Møllgaard Jensen
Henrik Møllgaard Jensen (* 2. Januar 1985 in Bramming) ist ein dänischer Handballtrainer und ehemaliger Handballspieler.

## Karriere

### Verein
Der 1,96 Meter große Rückraumspieler spielte mit Ribe HK in der zweiten dänischen Liga, wo er in der Saison 2003/04 in der Ost-Staffel mit 170 Toren in 22 Spielen bester Torschütze wurde. Nachdem die beiden Staffeln zur Saison 2004/05 zusammengelegt worden waren, wurde er mit 215 Treffern in 26 Partien erneut Torschützenkönig. Anschließend wechselte er zum Erstligisten KIF Kolding, mit dem er 2006 und 2009 dänischer Meister sowie 2007 dänischer Pokalsieger wurde. Ab 2009 lief er für AaB Håndbold auf, mit dem er 2010 wieder Meister wurde. Nach drei Jahren wechselte er zu Skjern Håndbold. In der Håndboldligaen 2013/14 stand er als bester linker Rückraumspieler und Torschützenkönig (163 Tore) im All-Star-Team. Mitte Mai 2014 wurde er für vier Wochen an den katarischen Verein Lekhwiya ausgeliehen. Mit Skjern gewann er in der Saison 2013/14 den dänischen Pokal.

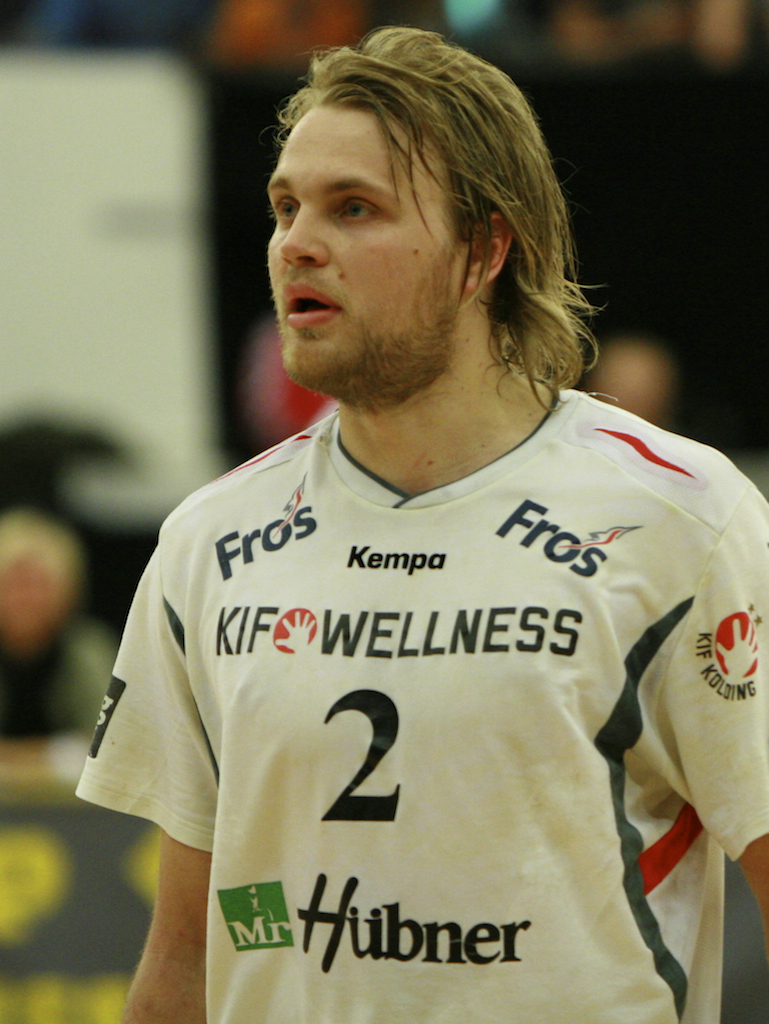
Henrik Møllgaard bei KIF Kolding (2009)

Ab der Saison 2015/16 lief er für den französischen Erstligisten Paris Saint-Germain auf. Mit Paris gewann er 2016, 2017 und 2018 die französische Meisterschaft, 2015 und 2016 den französischen Supercup, 2017 und 2018 den französischen Ligapokal sowie 2018 den französischen Pokal.
Zur Saison 2018/19 wechselte er zu Aalborg Håndbold. Mit Aalborg gewann er 2018 und 2025 den dänischen Pokalwettbewerb sowie 2019, 2020, 2021, 2024 und 2025 die dänische Meisterschaft. Zu Beginn der Saison 2022/23 gewann er mit Aalborg den dänischen Supercup. Ab November 2024 war er bei Aalborg Håndbold als spielender Co-Trainer tätig. Nach der Saison 2024/25 beendete er seine aktive Karriere.
Im Sommer 2025 übernahm er das Co-Traineramt von Paris Saint-Germain.

### Nationalmannschaft
Møllgaard gewann im Jahr 2005 mit Dänemark die U-21-Weltmeisterschaft.
Für die dänische A-Nationalmannschaft bestritt er 230 Länderspiele, in denen er 182 Tore warf; sein erstes Länderspiel bestritt er am 3. Juni 2006 gegen die Niederlande. Er stand im erweiterten Aufgebot für die Weltmeisterschaft 2011. Bei der Weltmeisterschaft 2013 in Spanien und der Europameisterschaft 2014 im eigenen Land gewann er die Silbermedaille. Bei der Europameisterschaft 2016 wurde er als bester Abwehrspieler in das All-Star-Team gewählt. Bei den Weltmeisterschaften 2019, 2021 und 2023 wurde er jeweils Weltmeister. Mit Dänemark gewann er bei den Olympischen Spielen in Tokio die Silbermedaille. Bei der Europameisterschaft 2022 gewann er mit Dänemark die Bronzemedaille. Beim Gewinn der Silbermedaille bei der Europameisterschaft 2024 kam er in allen neun Spielen zum Einsatz. Bei den Olympischen Spielen 2024 in Paris gewann er die Goldmedaille. Bei der Weltmeisterschaft 2025 kam er einer Partie zum Einsatz und wurde mit dem Team erneut Weltmeister.